# 凪のお暇
『凪のお暇』（なぎのおいとま、英語: Nagi's Long Vacation）は、コナリミサトによる日本の漫画作品。『Eleganceイブ』（秋田書店）にて、2016年8月号から連載を開始し、同誌2022年8月号に掲載後は休載していたが、2023年7月号より再開し、2025年4月号まで連載された。また、同社のWEBコミックサイト『Champion タップ!』にて、2017年1月26日から2018年4月12日まで番外編を連載。2023年4月時点で累計部数は500万部を突破している。2019年にはTBSテレビの「金曜ドラマ」枠でドラマが放送された。

## あらすじ
節約が趣味の28歳OL大島凪は、常に空気を読んで周囲に合わせて目立たず謙虚に振る舞い、くせ毛を時間をかけてストレートに整えるなど女子力の高い自分を作り上げていた。ある日、凪を蔑む同僚たちの陰口を知り、さらに隠れて交際している我聞慎二が自身について同僚らに話しているのを目撃し、過呼吸で倒れる。以後、会社を辞め、家財を処分し都心から郊外へ転居、全ての人間関係を断ち切った凪は、ゼロから新しい生活を始める。

## 登場人物

### 主要人物
大島 凪（おおしま なぎ）〈28〉
主人公。OL時代は三軒茶屋在住で経理部所属。社内では空気を読んでばかりで肩身の狭い生活を送る。当時はツヤツヤのストレートロングヘアだったが、実際はひどいくせ毛（天然パーマ）で、毎朝1時間かけて整えていた。目立つタイプではないが、巨乳でスタイル抜群なうえ控えめな性格のため異性ウケは良く、同僚のOLからも「女子アナ風」と揶揄され雑用を任されるなどいいように扱われていた。唯一の趣味は節約で、自宅で豆苗を栽培したり節約レシピなど工夫を凝らしている。
心の支えは営業部のエースである我聞慎二と周囲に内緒で交際していることで、慎二と結婚し勝ち組になることを夢見る。しかし、凪と会うのは「アッチがいいから」だと同僚に話している彼を目の当たりにしたことで、溜め込んだストレスが爆発し過呼吸を発症して倒れる。この事件を機に退職し、家財も人間関係もすべて断捨離して、三軒茶屋から立川市の六畳一間のアパート「エレガンスパレス」の102号室へ転居。OL時代よりも圧倒的に「空気がおいしい」開放感に満足し、当面のあいだ無職期間を「お暇」と称して満喫することを決める。
本来の髪型であるモジャモジャ頭がトレードマークとなり、部屋には拾いものの扇風機（凪が黄色に塗装した）のほかは物を置いていない。空気を読み過ぎてしまう従来の自分から変化を遂げる決意をし、会計間違いをした店員や、ハローワークで落ち込んでいる坂本に声を掛けるなど、積極的に周囲と関わっていく。さらに新居へ接触してきた慎二に対して決別を言い渡したり、再会した足立に意見を申す気丈な一面も見せるようになる。一方で故郷にいる母の夕に対しては相変わらず空気を読み、本音を吐き出せずにいたが、慎二との偽デートのやりとりを機に本音を打ち明ける。
隣人のゴンに惹かれて交際するが、彼には他にも沢山の交際相手がおり、心身共にやつれていく。エリィや慎二の忠告を受け、自分が廃人になる危険性を感じ、合鍵を返して別れた。
夕が東京に来た際に、当初は現状の生活を取り繕っていたものの、後に真実を明かした。そして夕が東京から帰る途中に足を痛めたことを機に、故郷の北海道の実家でしばらく家族と暮らし始める。
このように慎二・ゴンとの三角関係が続いていたが、原作漫画・テレビドラマ共に最終回で母親と和解した上で、両者とも別れることになった。
我聞 慎二（がもん しんじ）〈28〉
凪が勤めていた会社の営業部のエース。他部署からも愛される人気者の美男子で、相手が欲しい言葉、態度を瞬時に察することができる。凪の交際相手で、綺麗なストレートヘアの女性が好みであったことから付き合い始めたが親しくなるにつれ、自身とは正反対で、常に空気を読みすぎてキャパオーバーを起こしている不器用さや、早朝に起きて縮毛をストレートに整える健気な姿を目の当たりしたことで心から惹かれるようになる。しかし、同僚やビジネスの相手に対しては如才なく振る舞える一方、好意を持っている相手に対しては支配的かつモラハラのような高圧的な態度でしか接することが出来ず、凪の退職や断捨離生活の原因となる。
経理部から凪の新しい住所を聞きだして接触を図るが、再会した彼女に対してそれまでと変わらない態度をとったために決別を言い渡される。しかし、散々悪態をついた帰り道で泣いているかの様子を見せるなど、今でも凪に執着し恋心を引きずっている。決別後も、彼女がボーイとして働くスナック「バブル」に偶然来店したり、夕が上京した際に成り行きで偽彼氏役を請け負うなど、付かず離れずの腐れ縁的な関係である。
堅実な公務員の父と、美人で天然の母を持つ理想的な家庭の様子を見せ、凪に憧れを抱かせるが、その実態は兄・慎一の中学受験失敗以来、家庭は崩壊の一途で、父は4人の愛人ならびに非嫡出子がおり、母は整形依存症、さらに慎一は実家を避け音信不通となっており、それでも体裁を保とうとする両親に辟易している。
後に大阪支社より異動してきた市川から好意を寄せられるようになる。
安良城 欣（あらしろ ゴン）
凪の隣人で、「エレガンスパレス」103号室の住民。クラブイベントのオーガナイザーをしている。長髪と顎髭、さらに腕にタトゥーを入れており当初は凪に怖がられる。しかし、ゴンのベランダで熟していたゴーヤの実の美味しさを凪が教えて以来、交流を深めていく。
目の前の人には優しく来るもの拒まずな性格で、男性からは居心地の良さを感じられ、女性からはその優しさゆえによくモテる。最初は警戒していた凪も心と体を許すようになる。しかし、全ての人間に優しく寛容なのは誰か一人だけを特別扱いしないということでもある。ゴンとの交流は中毒性が高い反面、目の前にいない人間に対しては約束を反故にするなど誠実でなくなる姿から、エリィたちには「モーゼの海割り」「メンヘラ製造機」と称されている。一方でゴン自身も、決して悪気がないのに交流した人物が軒並み廃人になってしまうことに虚無や悲哀を感じてきた。
慎二の指摘やみすずの励ましにより廃人になる危険性に気づいた凪に「ゴンさんはどんな味が食べられるか楽しみなちぎりパンのような人」「成人男性目線で見た妖艶で魅力的な女子中学生のような人」だと言われ、合鍵を返された。初めて自身に関わっても廃人にならなかった凪に惹かれて初めて恋心を抱くようになり、凪の帰郷を知って北海道まで会いに行く。
家族には両親と姉と妹がいる。名前の由来は安良城家で飼われていた犬の名前から。

### 凪の友人・周辺人物
吉永 みどり（よしなが みどり）
「エレガンスパレス」202号室の住民。凪の真上の部屋に暮らしている老女。凪がアパートの中で最初に知り合った住人。自動販売機のおつりを探ったり、パン屋でパンの耳を恵んでもらうなど、貧しげな身なりや言動から近隣住民に「おつり漁りババア」と呼ばれている。しかしその後ベランダから落下したももひきを凪が届けに行ったところ、レンタルした映画ソフトをホームシアター化した自宅で鑑賞するほどの映画好きであることや、パンの耳で作った節約菓子とともに日々を満喫していることが発覚する。この姿を目撃したことで、凪も持ち物の少ない生活を全力で楽しむ決意をする。
白石 うらら（しらいし うらら）
「エレガンスパレス」101号室の住民。小学5年生の女の子。家ではあやとりで遊んだり、母が買っておいてくれているビスケットを食べて過ごしている。凪の「ワンちゃんのような」くせ毛を気に入るが、凪を含め大人たちに対してはクールに振る舞っている。一方で学校の同級生に対しては明るくひょうきんで流行に敏感な自分を演じている。そんな自身の姿を凪に目撃された際には、流行に乗れない悔しさや母親がいつも家にいない寂しさを涙ながらに吐露する。話を聞いた凪は、自身も母子家庭で寂しい少女時代を送っていたことから、あやとりでのアクセサリー作りや牛乳で溶かして食べるビスケットなどを提案したところ、感動し心を開くようになる。以降は学校の同級生にも等身大の自分を見せるようになったほか、凪を慕い、一緒に節約料理や遊びに興じるようになる。
白石 みすず（しらいし みすず）
うららの母親。夫とは死別し、女手ひとつでうららを育てている。仕事で多忙ゆえに自宅に不在がちになっているが、在宅時にはうららと一緒に遊ぶなど愛情を注いでいる。美人で謙虚な性格から、うららの学校の保護者らから会えばマウンティングされ陰で粗探しされているが、実はショッピングモール建設現場の職長でクレーン車の操縦をしており、部下からの人望もある。凪の良き相談相手で、車の運転を教えるようにもなる。
坂本 龍子（さかもと りょうこ）
凪がハローワークで知り合った女性。28歳。窓口の職員に高圧的な態度を取られており、見かねた凪が声を掛けた。
知り合ったばかりの凪に「前向きな気持ちになる石のブレスレット」を買わせようとする。勇気を振り絞って断った凪に絶縁されかけたが、その後涙ながらに謝罪と後悔の思いを述べて以来友人となり、節約料理の紹介や恋話などで盛り上がっている。
最高峰の大学を卒業しているが、コミュニケーション能力の低さから就職活動は失敗、やっと入社した会社では高学歴をやっかまれて退職。以後は転職を繰り返してきた。
沖田が働いていた会社の面接に行った際、凪からの忠告をきっかけに有名企業へと再就職を果たす。同時に沖田と付き合うようになる。
凪が北海道に帰郷した際には、ビデオ通話で連絡がとれるようノートパソコンとポケットWi-Fiを凪の実家に送った。
沖田（おきた）
坂本の大学時代の先輩。合同企業説明会で坂本と再会し、自身の働く会社を紹介する。しかし、実態はいわゆるブラック企業で、坂本から説得を受けて現在は転職し、彼女と交際を開始した。
エリィ
ゴンの女友達でクラブイベントのダンサー。凪には出会った当初からゴンに関わらないよう釘を刺していた。やがて凪がゴンの部屋の合鍵を所有している姿を目撃したため、自身が過去にゴンと関係があったことを示唆しつつ、彼が通ったあとはまるで「モーゼの海割り」だと再度忠告する。
モル
ゴンが凪と同時進行で関係を持っていた美大生。凪同様、エリィにゴンの中毒性を忠告されていたが目を逸らしていた。やがて創作活動も手がつかないほどゴンに依存した挙句、彼を鉛筆で刺そうとする。最終的に置き手紙を残して破局。
縁田（へりた）
凪が出会った転職エージェント。「親身に」をモットーにしているが、お冷やの水滴が履歴書についていても気づかなかったり、凪の名字を常に呼び間違えている。

### 慎二の職場・その周辺人物
足立（あだち）
凪の元同僚。大きな仕事で手柄を獲得し上司に気に入られているが、自身に与えられた雑務を凪に丸投げしてきた。 仕事ができるサバサバした女と自負しているが、実は男性との縁がないことを気にしており、周囲に内緒で婚活パーティーに参加している。凪が退職後に坂本の誘いで参加した婚活パーティーで再会。その際にも在職中の凪の様子を坂本に面白おかしく話すが、凪に返り討ちにされる。
江口（えぐち）
凪の元同僚。海外旅行が趣味。度々「母が骨折」など嘘をつき 凪に仕事を押し付け、飲み会に参加するなどしてきた。また、プライベートにおいても凪がおとなしいことにつけ入り、マウンティングしていた。
織部（おりべ）
凪の元同僚。仕事においては自身の失敗を凪に被ってもらう一方で、足立・江口とのグループラインで、凪のようにはなりたくないと発言する。じゃんけんに負けて、凪が在職時に受け持っていた仕事を引き継ぐが、仕事量の多さや苦労を実感し、それらを顔に出さずにこなしていた凪を初めて見直すこととなる。
小倉（おぐら）
慎二が所属する営業部の同僚。眼鏡が特徴。凪の過呼吸の現場に居合わせた。童貞であることが営業部社員により暴露される。市川のことを「男にやたら色目使っている」と慎二に悪口を言っていた。
井原（いはら）
慎二や小倉と共によく営業にまわる後輩。パーマのような髪形が特徴。小倉が呆れるほどに慎二のことを尊敬している。特に無意味に人の悪口を言わない点を評価しているが、一方で慎二に彼女の話題を振ったら珍しく悪口を連ねたことを疑問視している。
杏（あん）
慎二が小倉たちとともに行ったキャバクラ嬢。リセットする前の凪に似ており、慎二にとって凪についての愚痴の相手となる。慎二の女性観を「小学3年生」「端的に言ってクソ」と笑顔ながらに罵倒する。
市川 円（いちかわ まどか）
大阪から栄転してきた慎二の後輩。25歳。慎二好みの外見で、後ろ姿は凪そっくり。華奢で可愛らしい容姿と八方美人な言動で多くの取引先を獲得しており、大阪支社ではトップの成績を収めていた。一方で、周囲と円満な関係を築きたい本人の意思とは裏目に、現場の雰囲気を不穏にしたり同性を敵に回すことから、「空気クラッシャー」と称されてきた。能力や作業よりも容姿を評価されたり、色目で成果を挙げてきたと噂されていることに虚しさを感じていたが、唯一、悪い噂を一蹴して気に留めずに仕事ぶり自体を評価し、噂について直接質問を投げかけても「八方ブスよりは良い」と答えた慎二に好意を抱く。

### スナックバブル
ママ / 中禅寺 森子（ちゅうぜんじ もりこ）
自転車で転倒して怪我を負った凪が駆け込んだスナック「バブル」の女性店主。バブル時代を彷彿とさせる個性的な髪型が特徴。凪を見て勘が働き、店のボーイが辞めたばかりの穴埋めにスカウトする。凪や店員に対してはぶっきらぼうだが、根は親切で、凪の仕事の几帳面さを評価している。
ロン
スナック「バブル」のホステスである中国人。店ではキュートな愛されキャラで客に親しまれている。日本のアニメーションを学びに来日し、学校のクリエーター展で出展しているところをスナックのママに声をかけられ、学費目的で働き始める。
ジェーン
スナック「バブル」のホステスであるフィリピン人。話し言葉は関西弁。国の家族を支えるための出稼ぎ目的で来日。日本のお笑いが大好きで、全国津々浦々コントライブの追っかけをしている。
桃園（ももぞの）
スナック「バブル」の新規客。会話の内容が悪口ばかりのうえ、「バブル」の常連客を見下す姿に凪からは苦手視される。一方で金払いは悪くないのでスナックのママから「桃ちゃん」と呼ばれ気に入られている。慎二とも「バブル」来店をきっかけに友人となっている。夕が東京に来る際に「バブル」の面々から凪の彼氏役になるよう頼まれ、渋々協力しつつも対策マニュアルを作成した。しかし、当日に足を骨折したため、慎二に代打の代打を頼む。
タロさん / 五十嵐（いがらし）
慎二の会社の取引先「チャオッコフーズ」の重役。慎二のことを気に入る。

### 北海道
大島 夕（おおしま ゆう）〈48〉
凪の母。上京中に知り合った夫の武は妊娠を知って逃げるように蒸発。現在は北海道で母のフネと暮らしており、夏はとうもろこし農業、冬はクリーニング店で働いている。体裁を気にする上に娘を思い通りに操ろうとする毒親で、凪が唯一逆らえない相手でもあった。実は本人もフネからの束縛を受けており、地方独特の閉鎖的なコミュニティに嫌気が差している反面、周囲に合わせ空気を読んだりするなど、どこか会社勤めのころの凪を彷彿とさせる。20歳のころは夢を持ち東京に暮らしていた。
フネとの悶着を経て、凪と入れ替わる形でしばらく東京の凪の部屋に「お暇」をとることにする。
大島 フネ（おおしま フネ）
凪の祖母で夕の実母。凪を褒める時は夕をけなす癖がある。保守的で、凪が作る工夫レシピを褒めるが自分は口をつけない。元夫はヒッピーで、写真を見たゴンに「俺？」と言わしめる程そっくり。
岩井 勝（いわい まさる）
男子学生。夕の知人である岩井の息子。凪を「凪ねね」と呼ぶ。サッカー部に所属するが、先輩から「いじめに近いいじり」を受け、ある時先輩たちを蹴り倒す。
宇堂 愛恋（うどう あれん）
女子学生。丸眼鏡にマスクを常に着用する。学校では変わり者扱いされている。街中で見かけた凪を「この人暇そうだな」と目をつけ、彼女をモデルに映像作品を撮っている。家族には両親と姉の慈優（じゆう）がいる。
布施（ふせ）
凪の同級生。実家のパン屋「フセパン」に勤めている。

### その他
武（たけし）
凪の実父。夢追いタイプのバンドマン。東京で知り合った夕と恋愛関係にあった。夕が凪を身籠ったのを機に逃げるように蒸発した。ゴンのような緩い雰囲気で、髪質は凪に似ている。

## 書誌情報
- コナリミサト 『凪のお暇』 秋田書店〈A.L.C.・DX〉、全12巻
  1. 2017年6月25日発行（2017年6月16日発売[7]）、ISBN 978-4-253-15637-0
  2. 2017年11月25日発行（2017年11月16日発売[8]）、ISBN 978-4-253-15638-7
  3. 2018年1月25日発行（2018年1月16日発売[9]）、ISBN 978-4-253-15640-0
  4. 2018年7月25日発行（2018年7月13日発売[10]）、ISBN 978-4-253-15641-7
  5. 2019年2月25日発行（2019年2月15日発売[11]）、ISBN 978-4-253-15644-8
  6. 2019年9月25日発行（2019年9月13日発売[12]）、ISBN 978-4-253-15646-2
  7. 2020年4月25日発行（2020年4月16日発売[13]）、ISBN 978-4-253-15649-3
  8. 2021年1月25日発行（2021年1月15日発売[14]）、ISBN 978-4-253-15650-9
  9. 2021年12月25日発行（2021年12月16日発売[15]）、ISBN 978-4-253-15654-7
  10. 2022年8月25日発行（2022年8月16日発売[16]）、ISBN 978-4-253-15682-0
  11. 2024年2月25日発行（2024年2月16日発売[17]）、ISBN 978-4-253-15687-5
  12. （2025年6月16日発売[18]）、ISBN 978-4-253-15712-4

## 受賞歴
- みんなが選ぶTSUTAYAコミック大賞2018　ネクストブレイク部門第4位[19]
- 第8回ananマンガ大賞受賞[20]
- 第11回マンガ大賞ノミネート作品第3位[21]
- 宝島社『このマンガがすごい!2019』オンナ編第3位[22]
- 宝島社『SPRiNG』カルチャーアワード2018マンガ部門大賞
- 第22回文化庁メディア芸術祭マンガ部門優秀賞[23]
- 第65回小学館漫画賞少女向け部門[24]

## テレビドラマ
2019年7月19日から9月20日までTBSテレビ系「金曜ドラマ」で放送されていた。主演は黒木華。
原作が連載中ということもあり、第7話以降は完全にドラマオリジナルの展開となったが、前述の通り、最終的には、原作漫画の方もドラマと同じ結末となった。
なお同枠にて2022年1月期放送の『妻、小学生になる。』は脚本をはじめ多くのスタッフが共通しており、本作の一部キャストがカメオ出演している。

### キャスト

#### 主要人物（キャスト）
- 大島凪 - 黒木華
- 我聞慎二 - 高橋一生[29]
- 安良城ゴン - 中村倫也[30]

#### KONARY
- 足立心 - 瀧内公美
- 江口真央 - 大塚千弘
- 織部鈴 - 藤本泉
- 市川円 - 唐田えりか
- 嶋浩一 - 足立智充
- 小倉康明 - 谷恭輔
- 井原亮 - 田本清嵐
- 梅竹 - 川崎亜沙美
- 会長 - 森本レオ

#### エレガンスパレス
- 白石うらら - 白鳥玉季
- 白石みすず - 吉田羊[31]
- 吉永緑 - 三田佳子

#### ゴンの仲間
- エリィ - 水谷果穂
- ノリ - 松永拓野
- タカ - モクタール

#### スナック「バブル」
- ママ・中禅寺森蔵 - 武田真治[32]
- 杏 - 中田クルミ

#### 我聞家
- 我聞慎介 - 利重剛
- 我聞加奈子 - 西田尚美
- 我聞慎一 - 長谷川忍（シソンヌ）

#### その他（キャスト）
- 坂本龍子 - 市川実日子[31]
- 深田カナ - 岡本杏理
- 大島夕 - 片平なぎさ[31]
- モル - 古川琴音
- 桃園大基 - 佐藤貴史
- オシオ - 深沢敦
- アケミ - 阿南敦子
- 万極 - 木下政治
- 沖田 - 青戸昭憲
- 倉田徹 - 不破万作
- 倉田渡 - 山本浩司
- 黒沢信子 - 福島マリコ
- 西竜二 - 佐伯新
- 吉永志乃 - 鷲尾真知子
- スナック「バブル」の客 - REINA（MAX、Special Thanks）
- ファーストサマーウイカ - 毎回異なる役柄・名前で登場[33][34]
  - 第1話：ヤオアニの店員・ともみ
  - 第2話：開運商法の女・真田さん
  - 第3話：婚活パーティーの司会を務めるフリーアナウンサー・海老原ひろ美
  - 第4話：クラブのギャル・reina
  - 第5話：ドリームランナーズのOL・中岡さつき
  - 第6話：KONARYのOL・舞度照子
  - 第7話：シゲタデンキの担当者・真多照代
  - 第8話：宅配業者・高井希美
  - 第9話：慎二の親戚・はるか
  - 第10話：社員・荻野奈まとい

### スタッフ
- 原作 - コナリミサト 『凪のお暇』（秋田書店「Eleganceイブ」連載中）
- 脚本 - 大島里美
- 音楽 - パスカルズ
- 主題歌 - miwa 「リブート」（ソニー・ミュージックレーベルズ）[35]
- プロデューサー - 中井芳彦
- 演出 - 坪井敏雄、山本剛義、土井裕泰、大内舞子
- 製作著作 - TBS

### ロケ地
- くじらロード（東京都昭島市玉川町）：慎二が泣きながら歩いた商店街[36]。
- 多摩川緑地野球場（東京都立川市柴崎町）：凪とゴンがバーベキューをした公園[36]。
- 八景島シーパラダイス（神奈川県横浜市金沢区八景島）：凪と慎二が訪れた水族館[36]。

### 放送日程
| 話数                                                                        | 放送日  | サブタイトル                     | サブタイトル                     | ラテ欄                                         | 演出     | 視聴率 |
| 話数                                                                        | 放送日  | Paravi                           | HP                               | ラテ欄                                         | 演出     | 視聴率 |
| --------------------------------------------------------------------------- | ------- | -------------------------------- | -------------------------------- | ---------------------------------------------- | -------- | ------ |
| 第1話                                                                       | 7月19日 | 凪、恋と人生をリセットする       | 凪、恋と人生をリセットする       | アラサー女子が人生リセット! これはあなたの物語 | 坪井敏雄 | 10.3%  |
| 第2話                                                                       | 7月26日 | 凪と新しい恋と、リセットされた男 | 凪と新しい恋と、リセットされた男 | アプローチは突然に                             | 坪井敏雄 | 09.5%  |
| 第3話                                                                       | 8月02日 | 凪、そのキスで確信する           | 凪、そのキスで確信する           | 私そのキスで確信しました                       | 山本剛義 | 09.1%  |
| 第4話                                                                       | 8月09日 | 今カレVS元カレ                   | 今カレVS元カレ                   | 今彼VS元彼                                     | 山本剛義 | 09.8%  |
| 第5話                                                                       | 8月16日 | 凪、お暇復活!                    | 号泣する男が救いたかったもの     | 号泣する男が救いたかったもの                   | 坪井敏雄 | 08.6%  |
| 第6話                                                                       | 8月23日 | オフィスらぶで壊れそう           | オフィスらぶで壊れそう           | オフィスらぶでこわれそう                       | 山本剛義 | 10.3%  |
| 第7話                                                                       | 8月30日 | 凪、夢を描く                     | 凪、夢を描く                     | グッドラック アンド・グッドバイ                | 土井裕泰 | 10.8%  |
| 第8話                                                                       | 9月06日 | 凪、北国へ行く                   | ずっとあなたが好きだった         | 涙のスイートメモリーズ                         | 大内舞子 | 09.9%  |
| 第9話                                                                       | 9月13日 | 凪、慎二、家族をリセットする     |                                  | 最終章〜前編 凪、ついに結婚へ!!                | 山本剛義 | 10.3%  |
| 最終話                                                                      | 9月20日 | 凪、お暇終了!                    |                                  | 今夜最終回 君のことは忘れない                  | 坪井敏雄 | 10.8%  |
| 平均視聴率 9.9%（視聴率はビデオリサーチ調べ、関東地区・世帯・リアルタイム） |         |                                  |                                  |                                                |          |        |

### 評価
- TBS FREE、GYAO!、TVerを合わせた第1話無料見逃し配信の再生数が196万回を超え、2014年10月からの無料見逃し配信において、TBSドラマ初回放送としては過去最高記録となった[42]。

### 受賞歴
- 第17回コンフィデンスアワード・ドラマ賞（2019年7月期）[43]
  - 最優秀作品賞
  - 助演男優賞：中村倫也
  - 助演女優賞：三田佳子
- 第102回ザテレビジョンドラマアカデミー賞[44]
  - 最優秀作品賞
  - 主演女優賞：黒木華
  - 助演男優賞：高橋一生
  - 監督賞：坪井敏雄、山本剛義、土井裕泰、大内舞子
- 第2回アジアコンテンツアワード（2020年）[45]
  - 主演女優賞：黒木華
- 東京ドラマアウォード2020[46][47]
  - 優秀賞
  - 主演女優賞（黒木華）

### 関連商品
Blu-ray・DVD
- TBS系 金曜ドラマ 「凪のお暇」 Blu-ray BOX：2020年2月7日発売、TCエンタテインメント、ディスク4枚組（本編ディスク3枚+特典ディスク1枚）、品番：TCBD-0895
- TBS系 金曜ドラマ 「凪のお暇」 DVD-BOX：2020年2月7日発売、TCエンタテインメント、ディスク6枚組（本編ディスク5枚+特典ディスク1枚）、品番：TCED-4779

サウンドトラック
- TBS系 金曜ドラマ 「凪のお暇」 オリジナル・サウンドトラック：2019年9月4日発売、Anchor Records、品番：UZCL-2166

公式本
- 『金曜ドラマ「凪のお暇」公式ヴィジュアルBOOK』秋田書店、2019年9月20日発売、ISBN 978-4-253-10665-8

| TBS系 金曜ドラマ                       | TBS系 金曜ドラマ                     | TBS系 金曜ドラマ                                    |
| 前番組                                 | 番組名                               | 次番組                                              |
| -------------------------------------- | ------------------------------------ | --------------------------------------------------- |
| インハンド （2019年4月12日 - 6月21日） | 凪のお暇 （2019年7月19日 - 9月20日） | 4分間のマリーゴールド （2019年10月11日 - 12月13日） |